# 雷雨 (チャイコフスキー)
『雷雨』（ロシア語: Гроза） ホ短調　作品76 遺作は、ピョートル・チャイコフスキーが1864年6月から8月にかけて作曲した管弦楽のための序曲。『嵐』という訳語があてられることもある。劇作家のアレクサンドル・オストロフスキーによる戯曲『雷雨』に着想を得て書かれた。同戯曲はレオシュ・ヤナーチェクのオペラ『カーチャ・カバノヴァー』にも霊感を与えている。

## 概要
本作はチャイコフスキー初の本格的な管弦楽作品であり、作曲当時の年齢は24歳だった。彼はウクライナのハルキウに程近いトロスティアネッツにあるアレクセイ・ヴァシリエヴィチ・ゴリツィン公の領地で夏季を過ごしていた。サンクトペテルブルク音楽院で作曲を教えていたアントン・ルビンシテインは、休暇前に学生に対しオペラの序曲を作曲するという課題を与えていた。そうして書き上げられた本作であったが、本人は出版する価値のある作品とは看做しておらず、作曲者存命中には演奏されることもなかった。この意見は本作に否定的であったルビンシテインと、本作を「非音楽的な興味の展示館」であると評したゲルマン・ラローシが影響を与えた結果である可能性がある。初演はチャイコフスキーの死後の1896年3月7日、サンクトペテルブルクにてアレクサンドル・グラズノフの指揮で行われた。ミトロファン・ベリャーエフにより76という作品番号を与えられて出版されている。
1865年、1866年の夏にチャイコフスキーは本作の開始部分を改作して演奏会用序曲 ハ短調に仕立て直している。しかし、これも作曲者の生前には演奏も出版もされなかった。初演はようやく1931年になってヴォロネジでコンスタンチン・サラジェフの指揮により行われた。
しばしば作品名の混同による混乱を生じているが、1873年に作曲された幻想序曲『テンペスト』 作品18との間に内容的な関連はない。

## 演奏時間
約13-14分。

## 楽器編成
ピッコロ、フルート2、オーボエ2、コーラングレ、クラリネット2（A）、ファゴット2、ホルン4（EとC）、トランペット2（E）、トロンボーン3、テューバ、ティンパニ、タンブリン、シンバル、大太鼓、タムタム、ハープ、弦五部。

## 戯曲のあらすじ
ロシアの地方都市に住むカテリーナは母のいいなりになっている男性と結婚する。しかし他の男性に心惹かれた彼女は、夫が不在にした隙に不貞をはたらく。雷雨に慄いた彼女は夫に不貞の罪を打ち明けるが、義母に責められてヴォルガ川へと身を投げる。

## 楽曲構成
チャイコフスキーは作曲に当たって、スケッチへ次のような筋立てを書きつけている。
序奏（アダージョ）； カテリーナの幼少期、結婚前の暮らし、（アレグロ）嵐の暗示； 真の幸福と愛への彼女の欲求、（アレグロ・アパッショナート）彼女の内的葛藤； - 夕方のヴォルガ河畔へと急激な場面転換； 再びの葛藤、しかしわずかな熱っぽい幸福; 嵐の前兆（アダージョの後のモチーフの再現と展開）、嵐； 絶望のもがきと死のクライマックス
曲は概ねこの筋書きに沿った上でソナタ形式によってまとめられている。
曲は低弦による序奏から始まる。この主題はロシア民謡『Iskhodila Mladyoshen'ka』から採られている（譜例1）。
譜例1
2度のトゥッティによるアタックがあった後、ホルンにより譜例2が奏されコーラングレが繰り返す。
譜例2
4/4拍子、アレグロ・ヴィーヴォとなってヴァイオリンから譜例3の主題が提示される。以下、この主題並びに付点のリズムを用いて推移していく。
譜例3
速度を落としてホ長調の主題が表情豊かに奏でられる（譜例4）。
譜例4
速度をアレグロに戻し、フガートで出される譜例3に譜例4が対置されて精力的な展開が行われる。やがて静まっていき、弦楽器のトレモロに乗って譜例3が再現される。譜例4はハ長調で再現されるが発展せず、コーダへ入る。最後はホ長調へ転じて華々しく幕を閉じる。